# Johann Baptist Schreiner
Johann Baptist Schreiner (* 19. Dezember 1866 in München; † 1935) war ein deutscher Bildhauer und Medailleur in Köln.

## Leben
Schreiner war der Sohn eines Gärtnergehilfen. Er schrieb sich am 16. Oktober 1885 für das Fach Bildhauerei bei Max von Widnmann an der Akademie der Bildenden Künste München ein und studierte von 1885 bis 1891 unter anderem bei Wilhelm von Rümann. 1891 wurde seine Figur Die Grille mit der großen Akademiemedaille prämiert. Sie zeigt die kauernde Gestalt eines jungen Mädchens, das mit einem Schilfblatt Töne erzeugt. Seit 1894 lebte und arbeitete er in Köln, wo er kleine Figuren, Zimmerschmuck und dekorative Werke anfertigte. Im Jahr 1897 ging bei der Konkurrenz für ein Wallraf-Richartz-Denkmal der erste Preis an Schreiner. Die Ausführung wurde jedoch einem einheimischen Bildhauer übertragen. Dafür erhielt Schreiner den Zuschlag für das Denkmal für Adolph Kolping.

## Werke

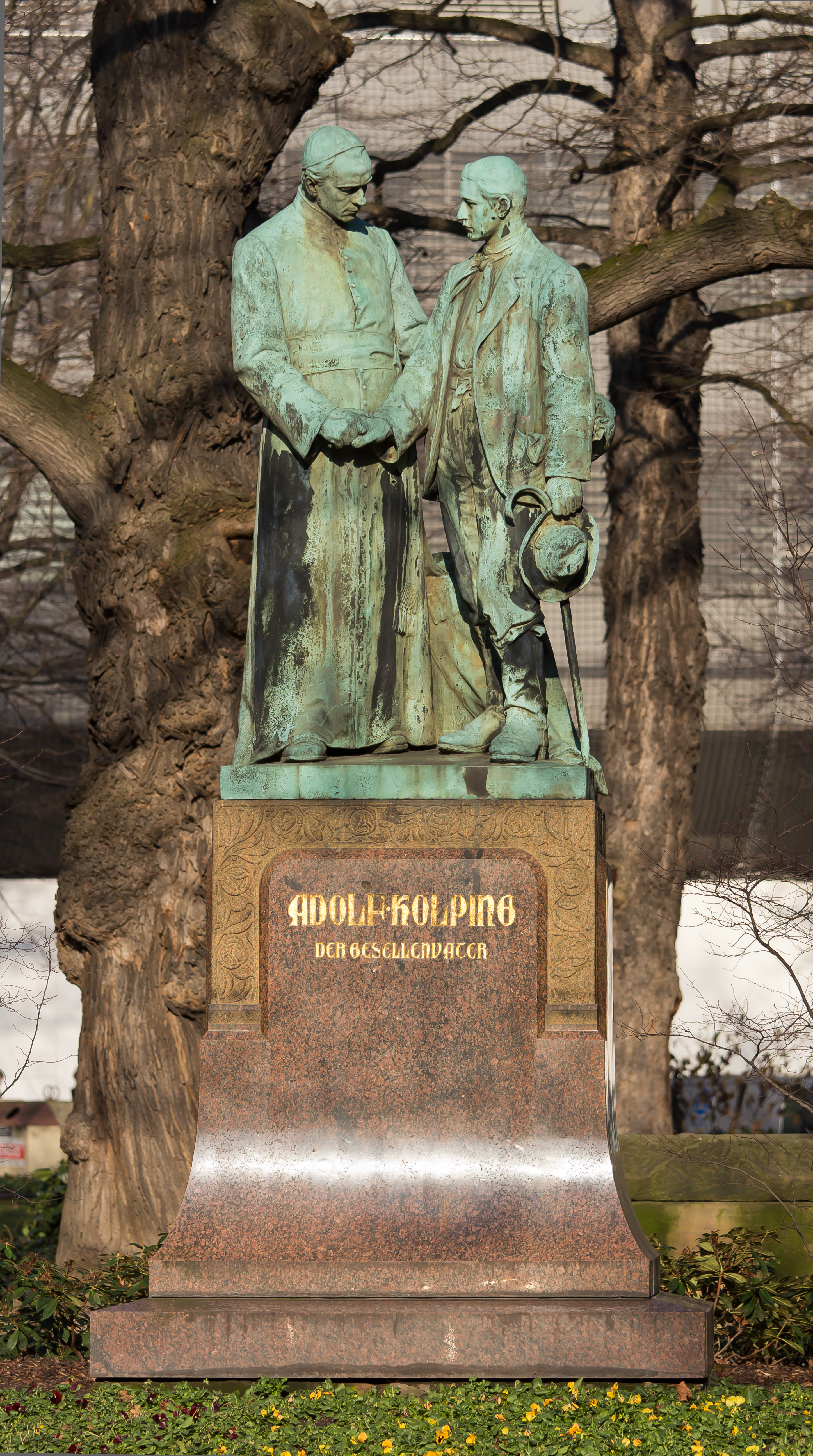
Das Adolph-Kolping-Denkmal in Köln

- 1902 und 1925: Figuren am Kölner Ratsturm
- 1903: Adolph-Kolping-Denkmal; vor der Minoritenkirche, Köln
- 1905/1906: Büste einer Kölner Dame[3]
- 1907: Beethoven-Büste, Beethoven-Haus, Bonn
  - 1989: Gedenkmedaille für Ludwig van Beethoven nach der von Schreiner gefertigten Büste[4]
- 1908/1921: Porträtbüste Carl Aldenhoven, Wallraf-Richartz-Museum, Köln[5]
- 1910: Grabmal für Wilhelm Tangermann, Melatenfriedhof, Köln
- um 1912: Damhirsch, Bronzeplastik[6]